# مسهقورة
المَسْهَقورة أو زَرَاوَند سيفو هو نوع من النباتات المزهرة من جنس زراوند في الفصيلة الزراوندية. يوجد بشكل أساسي على طول جبال قَمبَرلَنْد والسلسلة الزرقاء في الجزء الشرقي من الولايات المتحدة وأنطرية بكندا. حظي هذا النوع من النباتات باهتمام كبير في العقود القليلة الماضية لاكتشاف مركب قوي يسمى الزراوندين والذي كان محور النقاش بسبب آثاره الجانبية الضارة.
يُزرع في الحدائق لأنه مضيف يرقات بصرف النظر عن صفاته الزخرفية وذلك لأوراقه الكبيرة ونموه الكثيف.

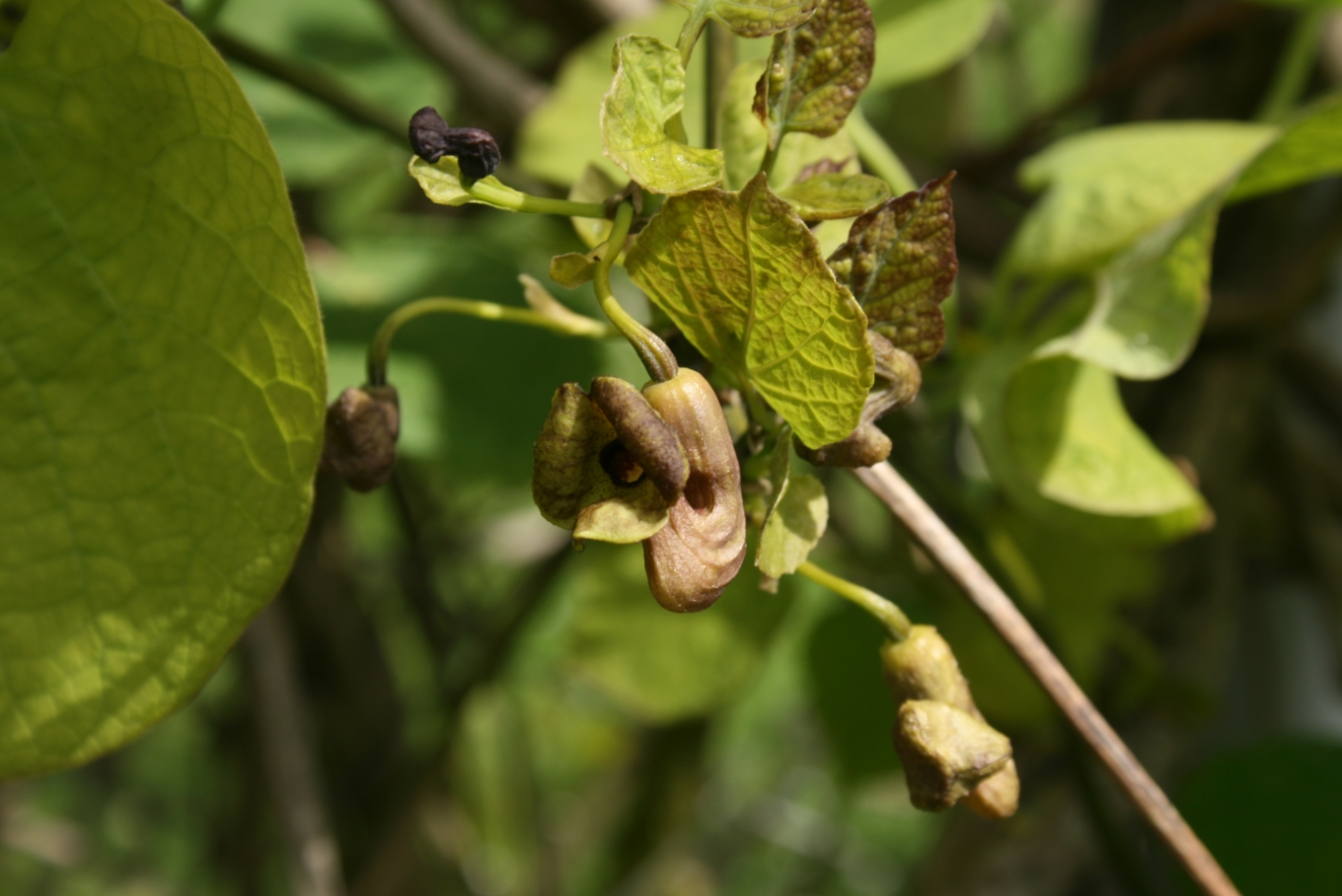
زهرة المسهقورة

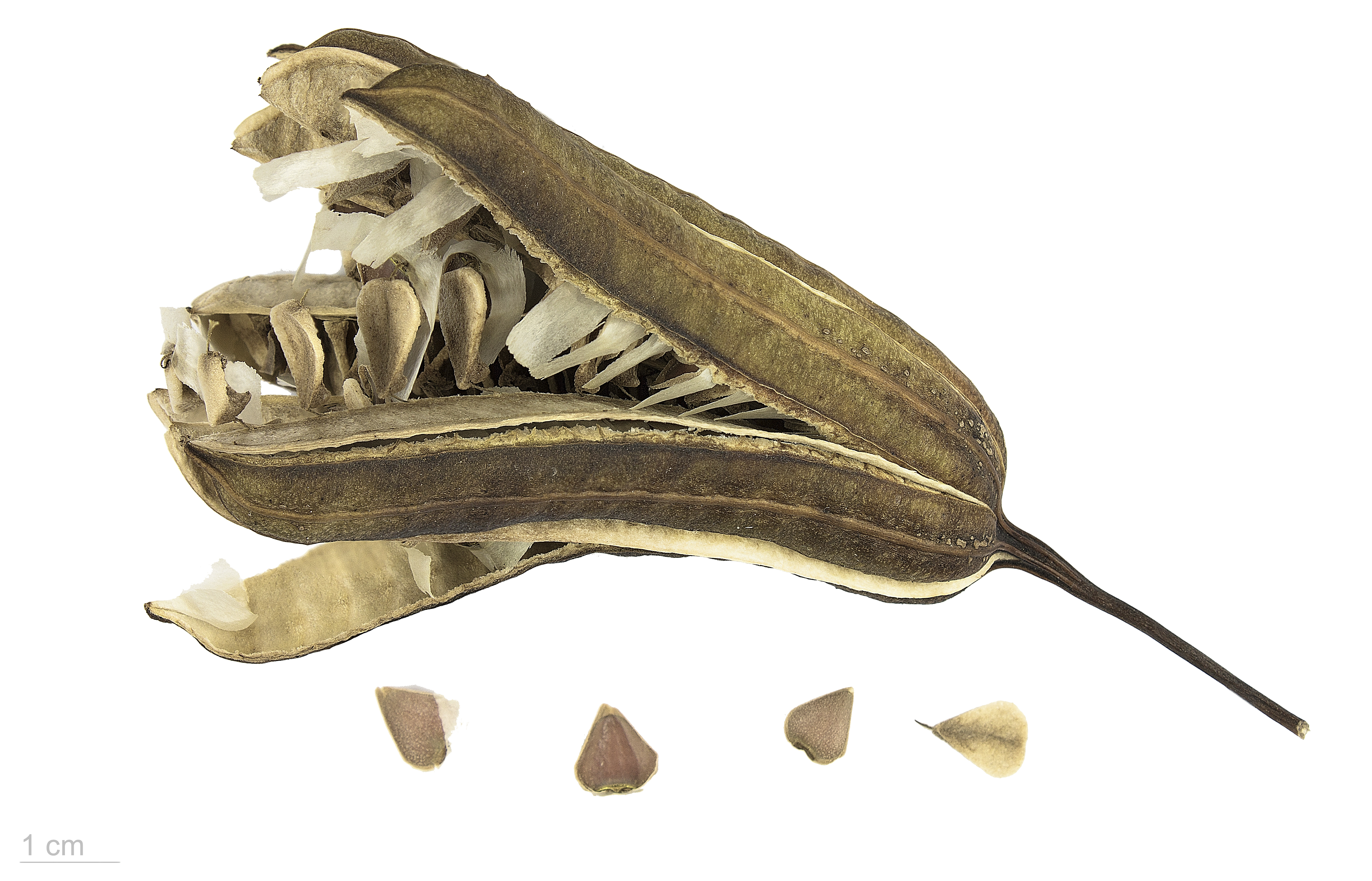